# تجمع داود صقر
تجمع داود صقر، عزبة تابعة للوحدة المحلية لقرية كنيسة الصرادوسي، التابعة لمركز دسوق، التابع لمحافظة كفر الشيخ في جمهورية مصر العربية.